# Fossa poplitea

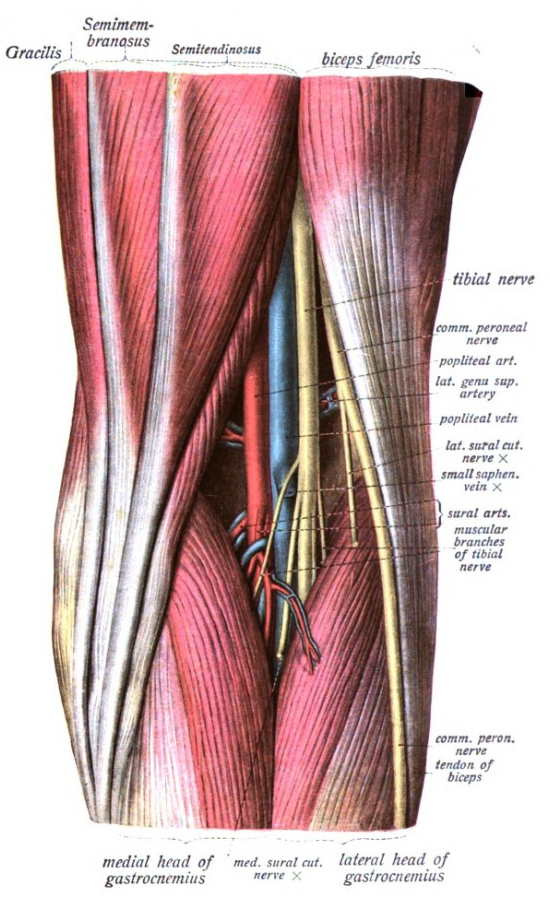
Fossa poplitea

Fossa poplitea är ett anatomiskt område beläget i knävecket som har en central roll ur flera medicinska och biomekaniska aspekter. Detta diamantformade område innehåller en mängd viktiga strukturer, inklusive nerver, blodkärl, och muskler, som är avgörande för knäts funktion och underbenets blod- och nervförsörjning. På grund av dess komplexa anatomiska sammansättning är fossa poplitea inte bara viktig för normal rörelse, utan det är också en nyckelplats för diagnostiska utvärderingar och kirurgiska ingrepp. 

## Anatomi
Förståelsen av fossa popliteas anatomi är central för både diagnostiska och kirurgiska överväganden. Detta område innehåller en komplex samling av muskler, senor, nerver och blodkärl som är avgörande för knäts funktion och underbenets blod- och nervförsörjning.
Fossa poplitea definieras av följande anatomiska strukturer:
- Övre yttre del: musculus biceps femoris
- Övre inre del: musculus semimembranosus och musculus semitendinosus
- Undre inre del: musculus gastrocnemius mediala buk
- Undre yttre del: musculus gastrocnemius yttre buk
- Golv: femur, knäledens ledkapsel och musculus popliteus
- Tak: hud, subkutan vävnad.[1]

## Blodkärl
Det har visats att det finns betydande variationer i hur blodkärlen i fossa poplitea är organiserade. För venerna har nio olika grupperingar  identifierats, baserade på sammanslagningen av de främre och bakre tibiella venerna samt fibularvenen. Dessa vener kan bilda en enkel eller flera poplitealvener, och deras storlek kan variera. För artärerna i fossa poplitea har det observerats två huvudtyper av förgreningar. Dessa typer skiljer sig åt beroende på var fibularartären (en gren av poplitealartären) har sitt ursprung. Denna variation är viktig att känna till för kirurger och andra medicinska yrkesverksamma, eftersom den kan påverka val av kirurgisk teknik och riskbedömning vid operationer i området.

### Poplitealartärens förgreningar
En studie av kadaver har visat att normal förgrening av poplitealartären förekommer i 90 % av fallen. Variationer inkluderar högt ursprung av den främre tibiella artären och direkt ursprung av den bakre tibiella artären från poplitealartären. Denna  är relevant för kirurgiska ingrepp och val av lämpliga platser för arteriella graft.

## Nervstrukturer
Ischiasnerven är en av de viktigaste nervstrukturerna som passerar genom fossa poplitea. Den består av två huvudgrenar: tibialisnerven och peroneusnerven. Dessa nervgrenar är omslutna av ett gemensamt epineuralt hölje och separeras på olika nivåer ovanför knäet. Studier har visat att denna uppdelning kan variera betydligt, med en avståndsskala mellan 50 och 180 mm ovanför fossa popliteas veck. 
Denna anatomiska variation har kliniska implikationer, särskilt när det gäller nervblockader i fossa poplitea. En felaktigt utförd nervblockad kan leda till ofullständig anestesi och potentiella komplikationer.

## Strukturer i fossa poplitea
Följande strukturer löper förbi området:
- arteria poplitea
- vena poplitea
- nervus tibialis
- nervus peroneus communis
- nervus cutaneus femoralis posterior
- vena saphenus parva[1]

## Patologi i området
Följande problem kan uppstå i fossa poplitea:
- Bakercysta: En vätskefylld cysta som oftast bildas som en reaktion på inflammation eller skada i knät.
- Popliteaaneurysm: En lokal utvidgning av poplitealartären, vilket kan leda till komplikationer som trombos eller ruptur.
- Cystisk Adventitiadegeneration: En sällsynt sjukdom där cystor bildas i adventitia, det yttre lagret av blodkärlen, vilket kan leda till vaskulära problem.
- Entrapment av arteria poplitea: En kompression eller inklämning av poplitealartären, oftast på grund av anatomiska anomalier eller trauma, som kan leda till ischemi, syrebrist, i underbenet.